# ピリオド -羽ばたく女性たち-
『ピリオド -羽ばたく女性たち-』（Period. End of Sentence.）は、ライカ・ゼタブチ監督による2018年の短編ドキュメンタリー映画である。インドの女性達による静かな性革命を取り扱っており、アルナーチャラム・ムルガナンダムらが出演する。
第91回アカデミー賞で短編ドキュメンタリー映画賞を受賞した

## 内容
インドのハープルで低コストの生分解性の生理用ナプキンを作る機械の操作方法を学び、それを安価で販売する女性たちが映し出される。これにより女性たちの衛生環境が改善されるだけでなく、生理がタブー視されているインド社会へも影響を与える。

## 関連文献
- “Oscars: Awards Strategist Lisa Taback Has a Very Personal Stake in This Year's Race” (英語). The Hollywood Reporter (2019年1月11日). 2019年2月25日閲覧。